# Championnats du monde de course en montagne 2012
Navigation
2011 2013
Le Championnat du monde de course en montagne 2012 est une compétition de course en montagne qui s'est déroulée le 2 septembre 2012 à Temù - Ponte di Legno, en Lombardie en Italie. Il s'agit de la vingt-huitième édition de l'épreuve.

## Résultats
La course féminine junior se déroule sur un parcours de 3,9 km et 310 m de dénivelé. La Turque Sevilay Eytemiz se détache rapidement en tête et effectue une course en solitaire pour remporter le titre. Les deux autres marches du podium voient une lutte serrée entre l'Allemande Julia Lettl, la Slovène Lea Einfalt et la Britannique Annabel Mason. Julia prend le meilleur sur ses adversaires et décroche la médaille d'argent. Lea complète le podium,.
Le parcours de l'épreuve junior masculine mesure 8,8 km pour 760 m de dénivelé. Les équipes turques et ougandaises se livrent à un duel en tête de course. L'Ougandais Michael Cherop parvient à prendre la tête et résiste aux attaques du champion sortant, Adem Karagöz, pour s'imposer. Le Turc Sönmez Dağ complète le podium,.
La course féminine senior a lieu sur le même tracé que celui des juniors masculins. Un mois après avoir couru le marathon olympique à Londres, Andrea Mayr s'empare des commandes dès le début de la course. Imposant son rythme soutenu, elle suivie par la coureuse locale, résidente de Temù, Valentina Belotti. Encouragée par son public, elle parvient à réduire l'écart mais voit l'Autrichienne accélérer en fin de course. Andrea remporte facilement son quatrième titre devant Valentina. L'Américaine Morgan Arritola confirme son talent pour la course en montagne en remportant la médaille de bronze lors de sa première saison dans la discipline. Aux côtés de ses compatriotes Stevie Kremer et Melody Fairchild, elle remporte également la médaille d'or au classement par équipes. L'Italie et la Suisse complètent le podium,,.
La course senior masculine se déroule sur un parcours de 14,1 km et 1 150 m de dénivelé. À nouveau présente, l'Érythrée domine les débats en menant la course devant l'équipe italienne qui tente de faire bonne figure à domicile. Petro Mamu prend les commandes de la course, suivi par Azerya Teklay. Se détachant en tête, Petro s'impose avec plus d'une minute d'avance devant son coéquipier. Le Russe Andreï Safronov crée la surprise. Parvenant à s'immiscer dans le trio de tête, il double Debesay Tsige et remporte la médaille de bronze. Avec quatre athlètes dans le top 10, l'Érythrée domine largement le classement par équipes devant l'Italie et la Russie,,.

### Seniors

#### Courses individuelles
| Rang               | Athlète          | Pays     | Temps          |
| ------------------ | ---------------- | -------- | -------------- |
| Médaille d'or      | Petro Mamu       | Érythrée | 1 h 1 min 34 s |
| Médaille d'argent  | Azerya Teklay    | Érythrée | 1 h 2 min 47 s |
| Médaille de bronze | Andreï Safronov  | Russie   | 1 h 3 min 6 s  |
| 4                  | Debesay Tsige    | Érythrée | 1 h 4 min 4 s  |
| 5                  | Gabriele Abate   | Italie   | 1 h 4 min 53 s |
| 6                  | Alex Baldaccini  | Italie   | 1 h 4 min 59 s |
| 7                  | Marco De Gasperi | Italie   | 1 h 5 min 10 s |
| 8                  | Yuri Chechun     | Russie   | 1 h 5 min 41 s |

| Rang               | Athlète           | Pays       | Temps       |
| ------------------ | ----------------- | ---------- | ----------- |
| Médaille d'or      | Andrea Mayr       | Autriche   | 46 min 35 s |
| Médaille d'argent  | Valentina Belotti | Italie     | 47 min 4 s  |
| Médaille de bronze | Morgan Arritola   | États-Unis | 47 min 26 s |
| 4                  | Burcu Büyükbezgin | Turquie    | 47 min 36 s |
| 5                  | Sabine Reiner     | Autriche   | 42 min 43 s |
| 6                  | Mateja Kosovelj   | Slovénie   | 48 min 27 s |
| 7                  | Stevie Kremer     | États-Unis | 48 min 54 s |
| 8                  | Melody Fairchild  | États-Unis | 48 min 57 s |

#### Courses par équipes
| Rang               | Pays | Points |
| ------------------ | --- | ------ |
| Médaille d'or      | Érythrée Petro Mamu (1er) Azerya Teklay (2e) Debesay Tsige (4e) Atoy Estifanos (10e) Zerit Werede (28e)                                     | 17     |
| Médaille d'argent  | Italie Gabriele Abate (5e) Alex Baldaccini (6e) Marco De Gasperi (7e) Xavier Chevrier (13e) Bernard Dematteis (19e) Antonio Toninelli (49e) | 31     |
| Médaille de bronze | Russie Andreï Safronov (3e) Yuri Chechun (8e) Andreï Minakov (27e) Andreï Chklïaïev (37e) Alekseï Pagnouev (41e) Oleg Kharitonov (94e)      | 75     |

| Rang               | Pays                                                                                            | Points |
| ------------------ | ----------------------------------------------------------------------------------------------- | ------ |
| Médaille d'or      | États-Unis Morgan Arritola (3e) Stevie Kremer (7e) Melody Fairchild (8e) Brandy Erholtz (40e)   | 18     |
| Médaille d'argent  | Italie Valentina Belotti (2e) Renate Rungger (13e) Alice Gaggi (14e) Antonella Confortola (17e) | 29     |
| Médaille de bronze | Suisse Monika Fürholz (16e) Martina Strähl (20e) Bernadette Meier (22e) Bettina Steiger (49e)   | 58     |

### Juniors

#### Courses individuelles
| Rang               | Athlète        | Pays    | Temps       |
| ------------------ | -------------- | ------- | ----------- |
| Médaille d'or      | Michael Cherop | Ouganda | 42 min 33 s |
| Médaille d'argent  | Adem Karagöz   | Turquie | 42 min 45 s |
| Médaille de bronze | Sönmez Dağ     | Turquie | 43 min 10 s |

| Rang               | Athlète         | Pays      | Temps       |
| ------------------ | --------------- | --------- | ----------- |
| Médaille d'or      | Sevilay Eytemiz | Turquie   | 20 min 14 s |
| Médaille d'argent  | Julia Lettl     | Allemagne | 20 min 53 s |
| Médaille de bronze | Lea Einfalt     | Slovénie  | 21 min 9 s  |

#### Courses par équipes
| Rang               | Pays                                                                                      | Points |
| ------------------ | ----------------------------------------------------------------------------------------- | ------ |
| Médaille d'or      | Ouganda Michael Cherop (1er) Moses Kurong (4e) Abdallah Mande (8e)                        | 13     |
| Médaille d'argent  | Turquie Adem Karagöz (2e) Sönmez Dağ (3e) Suat Karabulak (15e)                            | 20     |
| Médaille de bronze | Italie Nekagenet Crippa (5e) Dylan Titon (12e) Cesare Maestri (13e) Michael Monella (22e) | 30     |

| Rang               | Pays                                                                     | Points |
| ------------------ | ------------------------------------------------------------------------ | ------ |
| Médaille d'or      | Turquie Sevilay Eytemiz (1re) Çeşminaz Yılmaz (8e) Seyran Adanır (16e)   | 9      |
| Médaille d'argent  | Royaume-Uni Annabel Mason (4e) Melanie Hyder (6e) Caroline Lambert (21e) | 10     |
| Médaille de bronze | Allemagne Julia Lettl (2e) Kristina Schollerer (13e) Carla Holland (27e) | 15     |